# 绍夫里 (瓦兹河谷省)
绍夫里（法語：Chauvry，法語發音：[ʃovʁi] ⓘ）是法国法兰西岛大区瓦兹河谷省的一个市镇，属于蓬图瓦兹区。

## 地理
绍夫里（49°3'14"N, 2°16'1"E）面积5 平方千米，位于法国法蘭西島大區瓦兹河谷省，该省份为法国北部内陆省份，北起瓦兹省，西接厄尔省，南至塞纳-圣但尼省、上塞纳省和伊夫林省，东临塞纳-马恩省。
与绍夫里接壤的市镇（或旧市镇、城区）包括：维利耶亚当、圣勒拉福雷、法兰西地区巴耶、贝特蒙拉福雷、布费蒙、蒙苏、圣普里。

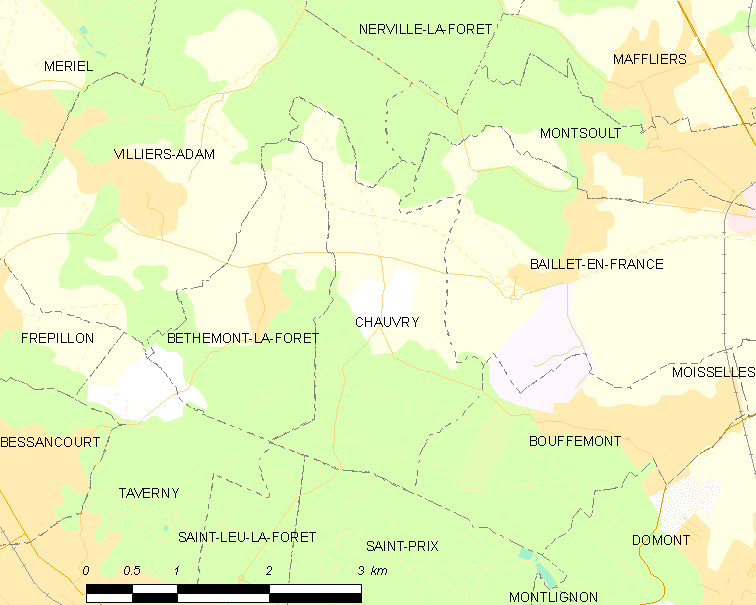
的OSM定位图

绍夫里的时区为UTC+01:00、UTC+02:00（夏令时）。

## 行政
绍夫里的邮政编码为95560，INSEE市镇编码为95151。

## 政治
绍夫里所属的省级选区为多蒙县。

## 人口

1962-2008年间人口变化图示

绍夫里于2022年1月1日时的人口数量为297人。